# Běh na lyžích na Zimních olympijských hrách 1928
V běhu na lyžích byly na pořadu 2. zimních olympijských her, podobně jako před čtyřmi lety v Chamonix, dva závody – mužský běh na 18 km a na 50 km. Závody byly také mistrovstvím světa, udělovaly se v nich tedy vždy dvě sady medailí – olympijské a za mistrovství světa.
Favority byli především skandinávští závodníci. Ti si také odvezli všechny medaile, i když se překvapivě nedostalo na Finy.
Běh na 18 km se stal kořistí norských běžců, kteří se rozhodli napravit svou reputaci po neúspěšném vystoupení na trati 50 km. Díky mrazivému počasí, na rozdíl od předchozích dnů, byl povrch trati zledovatělý a pořadatelé museli ještě hodinu před zahájením závodů některé nebezpečné úseky pozměnit. Běh byl zároveň i běžeckou částí pro závod sdružený. Závod vyhrál Nor Johan Grøttumsbråten, který si tak zároveň vytvořil vynikající výchozí pozici před skokanskou částí závodu sdruženého. Nakonec se stal se dvěma zlatými medailemi jedním ze dvou nejúspěšnějších sportovců těchto zimních her.
Běh na 50 km se konal za extrémních povětrnostních podmínek. V den startu byla v osm hodin ráno teplota 3 °C, která se v poledne změnila místy na 25 °C. Ten, kdo nedokázal vhodně namazat své lyže, měl pak v průběhu závodu velké problémy. Díky nim vzdala závod skoro třetina jeho účastníků. Všichni Norové promazali a tak se cesta ke stupňům vítězů otevřela švédským běžcům. Zvítězil Per-Erik Hedlund, který měl před svým krajanem a druhým závodníkem, Gustavem Jonssonem, v cíli náskok více než osm minut.

## Medailové pořadí zemí
| Pořadí | Země          | Zlato | Stříbro | Bronz | Celkově |
| ------ | ------------- | ----- | ------- | ----- | ------- |
| 1.     | Norsko (NOR)  | 1     | 1       | 1     | 3       |
| 1.     | Švédsko (SWE) | 1     | 1       | 1     | 3       |
|        | Celkem        | 2     | 2       | 2     | 6       |

## Medailisté

### Muži
| Disciplína | Zlato                               | Výkon   | Stříbro                        | Výkon   | Bronz                            | Výkon   |
| ---------- | ----------------------------------- | ------- | ------------------------------ | ------- | -------------------------------- | ------- |
| 18 km      | Johan Grøttumsbråten · Norsko (NOR) | 1:37:01 | Ole Hegge · Norsko (NOR)       | 1:39:01 | Reidar Ødegaard · Norsko (NOR)   | 1:40:11 |
| 50 km      | Per-Erik Hedlund · Švédsko (SWE)    | 4:52:03 | Gustav Jonsson · Švédsko (SWE) | 5:05:30 | Volger Andersson · Švédsko (SWE) | 5:05:46 |